# ساقاتل منیان
ساقاتل مانوکی منویان (ارمنی: Սաղաթել Մանուկի Մնեյան؛  زادهٔ ۱۹۰۷ - درگذشته ۱۹۸۳) کارشناس علوم پرورشی اهل ارمنستان بود.

## زندگی‌نامه
وی در ۱۹۰۷ در ساروخان به دنیا آمد و از دانشگاه دولتی علوم پرورشی خاچاطور آبوویان ارمنستان (۱۹۳۳) فارغ‌التحصیل گشت. بیورغیک منیان دختر وی می‌باشد. همچنین برندهٔ جوایزی همچون آموزگار شایسته ارمنستان شوروی () و نشان ستاره سرخ شده است. وی در ۱۹۸۳ در سن ۷۶ سالگی درگذشت و در آرامستان داری گلاک گاوار به خاک سپرده شد.

## یادداشت
1. ↑  Գավառի Դարի Գլաք գերեզման